# Rantau Prapat
Rantau Prapat is een bestuurslaag in het regentschap Labuhan Batu van de provincie Noord-Sumatra, Indonesië. Rantau Prapat telt 5571 inwoners (volkstelling 2010).